# 卡里姆·拉斯兰
卡里姆·拉斯兰（Karim Raslan），毕业于自剑桥大学，马来西亚作家、导演、报纸专栏作家及政治观察人士。对于马来西亚文学圈来说，拉斯兰是一位非常重要的知名作家。

## 生平
1963年出生在马来西亚阿松大（Assunta），在英国求学及生活16年，毕业于英国剑桥大学圣约翰学院英语及法律系。在剑桥求学期间，他主编了校园报章《Stoppress and Varsity》，并在当年赢得《卫报》及NUS主办的“最佳学生报章奖”。在伦敦Inner Temple实习时，他经常在空余时间为《伦敦时代周刊》撰写有关亚洲的评论文章。
1987年，他返回吉隆坡，并在一家颇有规模的律师行从事法律工作。之后他离开律师行列，开始尝试写长篇小说（至今尚未完成）。在这段时间里，他也是自由业作家兼刊物主编，曾为国内多家杂志报章写稿，包括《新加坡经济时报》、《新海峡时报》、《远东经济评论杂志》、《太阳报》、《Men Review》。几年之后，他重返律师行列。如今，他经常奔走于世界各地，并且需要在写作与工作之间寻求一个平衡点。由于业务上的关系，他必须经常来往于南非。在那里，他为各地研讨会及座谈会担任主讲人和顾问，并从大马新经济政策的成长中谈论实行平衡法的典型例子。
拉斯兰在接受TNG（The Nut Gragh）的采访中，讲述到很多他个人的人生经历。例如，旅行对拉斯兰中来说是生活中重要的一部分，他曾说“现在我还经常旅行。我觉得在我身上有一种‘漫游者’的气息。我会随身带着我的笔记本们。只要我带着笔记本，我就好像回到了家 - 因为我可以坐在任何地方的咖啡馆里，带着笔记本，写作”。
拉斯兰的爸爸是Raslan Abdullah，后者在19世纪60年代建立了Bank Bumiputra Malaysia Bhd。拉斯兰称他的父亲为“新经济政策下的典型产物。他的父亲在拉斯兰7岁的时候，在一次车祸中丧生。拉斯兰的妈妈是一位英国人。父母两人于50年代在伦敦求学生涯的一场舞会中相遇。关于父亲的故事大部分由妈妈口述，拉斯兰的母亲是英国威尔士人，因为在英国期间拉斯兰随母亲住在英国东南部，所以与母亲一家并没有很深刻的交往。在母亲眼里，拉斯兰属于马来西亚，那里是他的根，他来英国接受教育，总有一天要回去，回到属于自己的地方。
作为专栏作家的拉斯兰曾表示自己对“作家”这个身份还存在挣扎，他希望能够写作一些更加厚重的内容，希望自己的作品能够引入历史，能够探索更深刻的内容。也希望也这样的方式来写作自己的小说。

## 作品
1996年由Times Book International出版了一部英文小说作品集《Heros and Other Stories》。小说集包含8个故事，每一个故事都从不同的角度反映了现代人的生存经验。其中从〈Neighbours〉这个故事，读者可以了解到马来西亚的同志文学。
2004年2月出版《KARIM有話說—蛻變中的馬來西亞》和《东南亚行旅漫记》。李欧梵对这两本書进行了评论：“这两本书为马来西亚和各国的社会和文化作了系列的《浮世绘》：生动自然，甚而色香味俱全。作者对于他的出生地——马来西亚的感情尤深。他写的是英文，但流露出来的却是十足的乡土味。”
2010年5月出版《凱唾成珠3：馬來西亞—延滯的夢想》。这是拉斯兰的第三本文集，收录了2003年起至2008年10月初马来西亚政治众声喧哗的景象。
《Ceritalah Malaysia》是一部13集的新闻纪录杂志，主要讲述了拉斯兰在马来西亚各地的旅行和见闻。